# Erebia uniformis
Erebia uniformis är en fjärilsart som beskrevs av Curt Eisner 1946. Erebia uniformis ingår i släktet Erebia och familjen praktfjärilar. Inga underarter finns listade i Catalogue of Life.